# カルロス・ミゲル・リベイロ・ディアス
カフー(Cafú)ことカルロス・ミゲル・リベイロ・ディアス（ポルトガル語: Carlos Miguel Ribeiro Dias, 1993年2月26日 - ）は、ポルトガル・ギマランイス出身のサッカー選手。ポジションはMF。

## 経歴
ヴィトーリア・ギマランイスの下部組織に11歳から所属。4年後にはSLベンフィカのユースに移籍した。2012年9月19日にベンフィカのBチームでプロデビューを果たす。
2016年6月8日、リーグ・アンのFCロリアンと4年契約を結んだ。主力として出場機会を得ていたが、チームはそのシーズンにリーグ・ドゥに降格した。
2017年8月1日、FCメスと3年契約を締結した。
2018年2月27日、レギア・ワルシャワに2019年6月30日までの期限付きで移籍し、その後完全移籍となった。
2020年2月1日、オリンピアコスFCに移籍した。
2020年10月5日、ノッティンガム・フォレストFCに1シーズンの期限付き移籍。

## タイトル
レギア・ワルシャワ
- エクストラクラサ : 2017-18
- ポーランド・カップ : 2017-18

オリンピアコス
- ギリシャ・スーパーリーグ : 2019-20
- キペロ・エラーダス : 2019-20